# Thừa Chính Viện
Thừa Chính Viện (승정원) là cơ quan hành chính chịu trách nhiệm tiếp nhận và chuyển các sắc lệnh của quốc vương trong thời kỳ Triều Tiên và Đế quốc Đại Hàn, thực hiện các chức năng tương tự như Văn phòng Tổng thống ngày nay. Thừa Chính Viện là một cơ quan chính quyền thuộc cấp chính tam phẩm, được gọi bằng nhiều tên khác nhau như Chính Viện (정원), Hầu Viện (후원), Ngân Đài (은대), và Đại Ngôn Sự (대언사). Cơ quan này đóng vai trò quan trọng trong việc truyền đạt các mệnh lệnh của vua và quản lý công việc hành chính.

## Tổng quan
Thừa Chính Viện là cơ quan chịu trách nhiệm tiếp nhận và truyền đạt các mệnh lệnh của quốc vương. Trong Thừa Chính Viện gồm có Đô Thừa Chỉ (도승지) quản lý công việc của Lại Tào, Tả Thừa Chỉ (좌승지) quản lý Hộ Tào, Hữu Thừa Chỉ (우승지) quản lý Lễ Tào, Tả Phó Thừa Chỉ (좌부승지) quản lý Binh Tào, Hữu Phó Thừa Chỉ (우부승지) quản lý Hình Tào, và Đồng Phó Thừa Chỉ (동부승지) quản lý Công Tào, được gọi chung là Thừa Chỉ với nhiệm vụ truyền đạt các mệnh lệnh quốc vương tới các cơ quan trong triều đình. Các vị trí này không chỉ thực hiện công việc truyền đạt mà còn đóng vai trò tư vấn cho nhà vua.
Thừa Chính Viện là cơ quan thư ký quan trọng mà tất cả các văn bản như sắc chỉ của quốc vương hay văn thư của các quan dâng lên quốc vương đều phải qua. Đôi khi, cơ quan này có thể bỏ qua các cơ quan khác và thực hiện quyền lực của mình.
Nhiệm vụ chính của Thừa Chính Viện là quản lý việc ban hành và tiếp nhận các truyền đạt của quốc vương, nhưng không chỉ dừng lại ở vai trò trung gian giữa quốc vương và bá quan văn võ. Thừa Chỉ (승지) có thể thông qua việc dự tiệc và tham gia vào các cuộc họp để trình bày ý kiến của mình về quốc sự, từ đó có thể ảnh hưởng đến chính trị. Trong một số trường hợp, Thừa Chỉ có thể trực truyền đạt mệnh lệnh của quốc vương và thi hành, hoặc đi cùng quốc vương trong các chuyến hành trình.
Đặc biệt, sáu Thừa Chỉ đều kiêm nhiệm các chức danh Tham tán quan của Kinh Diên sảnh (경연참찬관) và Tu soạn quan của Xuân Thu Quán (춘추관수찬관). Đô Thừa Chỉ còn kiêm nhiệm chức danh Trực đề học của Văn Quán (예문관직제학) và Thượng Thụy Viện Chính (상서원정), chiếm giữ các vị trí quan trọng trong quốc chính. Ngoài ra, các Thừa Chỉ cũng ghi chép nhật ký và soạn thảo, phát hành báo triều, thực hiện không chỉ công việc hành chính mà còn cả các nghi lễ và công việc mang tính hình thức.

## Lịch sử
Vào đầu thời kỳ Triều Tiên, Trung Thư Viện (중추원) chịu trách nhiệm tiếp nhận và truyền đạt các mệnh lệnh của quốc vương. Trung Thư Viện được cấu thành bởi Đô Thừa Chỉ, Tả Thừa Chỉ, Hữu Thừa Chỉ, Tả Phó Thừa Chỉ và Hữu Phó Thừa Chỉ, mỗi vị trí đều thuộc cấp chính tam phẩm. Vào năm thứ hai của vua Định Tông (1400), Định Tông đã bãi bỏ Trung Thư Viện, vốn gần gũi với vua Thái Tổ và các công thần sáng lập triều đại, chuyển phần công việc của các công thần sáng lập sang Nghĩa Hưng Tam Quân Phủ và thành lập Thừa Chính Viện (승정원) trực thuộc quốc vương.
Năm sau, vào năm thứ nhất của vua Thái Tông (1401), Thái Tông đã sáp nhập lại Nghĩa Hưng Tam Quân Phủ vào Thừa Chính Viện và mở rộng Thừa Chính Viện thành Thừa Khu Phủ (승추부). Năm thứ năm của Thái Tông (1405), Thái Tông đã chia tách Thừa Khu Phủ, chuyển phần công việc do các quan lại đảm nhiệm sang Binh Tào, và giữ lại phần trực thuộc quốc vương, đặt lại tên là Thừa Chính Viện. Trong giai đoạn này, tên của các vị trí Đô Thừa Chỉ, Tả Thừa Chỉ, Hữu Thừa Chỉ, Tả Phó Thừa Chỉ, Hữu Phó Thừa Chỉ được đổi thành Tri Thần Sự (지신사), Tả Đại Ngôn (좌대언), Hữu Đại Ngôn (우대언), Tả Phó Đại Ngôn (좌부대언), Hữu Phó Đại Ngôn (우부대언) và thêm các vị trí Đông Phó Đại Ngôn (동부대언) và Đương Hậu Quản (당후관).
Năm 1433 (năm thứ 15 của vua Thế Tông), Tri Thần Sự được đổi lại thành Đô Thừa Chỉ, và Đại Ngôn thành Thừa Chỉ, hoàn thiện chế độ của Thừa Chính Viện và phân công các công việc cho lục tào.
Sau cải cách Giáp Ngọ, Thừa Chính Viện được cải tổ thành Thừa Tuyên Viện (승선원), và vào năm 1895, các nhiệm vụ này được chuyển sang Ty Tông Viện mới thành lập thuộc Cung Nội Phủ.

## Trụ sở
Thừa Chính Viện phải ở gần vua để có thể trực tiếp hỗ trợ, do đó nó được đặt trong các cung điện như Cảnh Phúc Cung (경복궁), Xương Đức Cung (창덕궁). Các cơ quan nằm trong cung điện này được gọi là Khuyết Nội Các Ty (궐내각사). Ở Cảnh Phúc Cung, Thừa Chính Viện nằm ở phía tây của Cần Chính Điện (근정전), ở Xương Đức Cung, nó nằm ở phía đông nam của Nhân Chính Điện (인정전), và ở Cảnh Hi Cung (경희궁), nó nằm bên cạnh Nội Y Viện (내의원) phía nam Sùng Chính Môn (숭정문). Vị trí của trụ sở thay đổi tùy theo cung điện mà quốc vương cư ngụ.

## Cấu trúc
Thừa Chính Viện được cấu thành bởi sáu Thừa Chỉ (승지) thuộc cấp chính tam phẩm, mỗi vị trí phụ trách một trong sáu tào, gọi là lục phương (육방). Cụ thể, Đô Thừa Chỉ (도승지) phụ trách Lại Tào, Tả Thừa Chỉ (좌승지) phụ trách Hộ Tào, Hữu Thừa Chỉ (우승지) phụ trách Lễ Tào, Tả Phó Thừa Chỉ (좌부승지) phụ trách Binh Tào, Hữu Phó Thừa Chỉ (우부승지) phụ trách Hình Tào, và Đồng Phó Thừa Chỉ (동부승지) phụ trách Công Tào, gọi là Lại Phương (이방), Hộ Phương (호방), Lễ Phương (예방), Binh Phương (병방), Hình Phương (형방), và Công Phương (공방).
Các quan dưới là các văn quan, Thừa Chỉ thường kiêm nhiệm tham tán quan của Kinh Diên (경연참찬관) và tu soạn quan của Xuân Thu Quán (춘추관수찬관). Đô Thừa Chỉ còn kiêm nhiệm chức danh trực đề học của Hồng Văn Quán (홍문관직제학) và chính của Thượng Thư Viện (상서원정). Một số Thừa Chỉ kiêm nhiệm các chức vụ phó đề điều của Nội Y Viện (내의원), Thượng Y Viện (상의원), và Tư Ứng Viện (사옹원), trong khi Hữu Phó Thừa Chỉ (Hình Phương Thừa Chỉ) kiêm chức điều chế của Điện Ngục Thư (전옥서). Chỉ những người không được ghi tên trong Hồng Văn Lục (홍문록) mới được bổ nhiệm làm Thừa Chỉ.
Các quan lại (이속) gồm có 25 người thư lại (서리) (theo Đại Điển Hội Thông, theo Kinh Quốc Đại Điển là 28 người), 35 người sứ lệnh (사령), 6 người dẫn bồi (인배), 2 người thủ công (수공), 3 quân sĩ (군사), và 2 quân sĩ của Đãi Lậu Sảnh (대루청군사).
| Phẩm                        | Chức vụ | Số người            | Ghi chú                                       |
| --------------------------- | --- | ------------------- | --------------------------------------------- |
| Chính tam phẩm đường thượng | Đô Thừa Chỉ (都承旨) Tả Thừa Chỉ (左承旨) Hữu Thừa Chỉ (右承旨) Tả Phó Thừa Chỉ (左副承旨) Hữu Phó Thừa Chỉ(右副承旨) Đồng Phó Thừa Chỉ (同副承旨) | Mỗi chức vụ 1 người |                                               |
| Chính thất phẩm             | Chú Thư (注書) | 2 người             |                                               |
| Chính thất phẩm             | Sự biến giả chú thư (事變假注書) | 1 người             | chức quan được thêm vào trong Thừa Chính Viện |